# Joachim Bielski
Joachim Bielski (Joachim Volscius Bilscius), herbu Prawdzic (ur. ok. 1540 we wsi Biała, zm. 8 stycznia 1599 w Krakowie) – sekretarz królewski, poseł, poeta i historyk. Pisał po polsku i łacinie.

## Życiorys
Był jedynym synem rycerza sieradzkiego i pisarza Marcina oraz Siemikowskiej-Okszycówny (matki). Uczył się początkowo w szkółce parafialnej w Kurzelowie. Wychowany przez ojca w różnowierstwie uczęszczał do protestanckiego gimnazjum akademickiego w Brzegu. W czasie bezkrólewia w 1572, wrócił do kraju i osiadł w Krakowie, gdzie poznał podkanclerza koronnego, kanclerza wielkiego koronnego Piotra Dunina Wolskiego i oddał się twórczości literackiej pod jego mecenatem.
Był posłem dyplomatycznym króla Stefana Batorego, m.in. towarzyszył Mikołajowi Firlejowi – kasztelanowi wiślickiemu, w poselstwie do margrabiego brandenburskiego Jerzego Fryderyka oraz w misji do Elbląga (połowa lipca 1577), celem przegotowania tego miasta do obrony przed najazdem wojsk gdańskich. W 1579 brał udział w wyprawie moskiewskiej Stefana Batorego w charakterze pisarza kancelarii wojskowej. Około 1580 osiadł na stałe we wsi Biała i prowadził gospodarstwo rolne. Ożenił się z Anną Borzechowską. Nie brał żadnego udziału w walkach stronnictw bezkrólewia 1586-1587. Po spaleniu rodzinnej Białej przez stronników Maksymiliana w 1588, przeprowadził się do nowo zakupionych Gierałtowic.
W 1588–1590 został sekretarzem królewskim Zygmunta III Wazy. Poseł na sejm 1590/1591 roku z ksiestwa oświęcimsko-zatorskiego. W 1595 roku był deputatem do Trybunału Głównego Koronnego. Podczas walk pomiędzy Zamoyskim a królem przeszedł na stronę regalistów. W tym okresie (1595) przeszedł na katolicyzm. Zmarł w Krakowie.

## Twórczość literacka
Zbiór jego wierszy łacińskich pod tytułem Carminum liber wydano w Krakowie w 1588. W 1597 wydał dzieło zatytułowane Kronika polska Marcina Bielskiego nowo przez ... syna jego wydana (popularny podręcznik historii w XVII i w XVIII w.). Była to wersja Kroniki wszytkiego świata autorstwa jego ojca, Marcina Bielskiego. Joachim doprowadził kronikę do 1586 do czasów Zygmunta III Wazy. Jest także autorem Dalszego ciągu kroniki polskiej dotyczącego lat 1587–1598, odnalezionego przez F. M. Sobieszczańskiego, gdzie opisał ostatnie 10 lat dziejów Polski.
Nowe utwory Joachima Bielskiego odnalazł też W. Bieńkowski.

### Ważniejsze utwory
- Encomiasticon id est laudes Illustrissimi Principis... Georgii Pii (1572), wyd. A. Fritsch, Zgorzelec 1578 (współautor: Kasper Ludwik z Hajnowa)
- Istulae convivium in nuptiis Stephani I regis, Kraków 1576, drukarnia S. Szarffenberg
- In obitum... D. J. Balassi, liberi baronis de Giamrat, wyd. M. Knorr, Norymberga 1577
- Proteus de clade Gedanensium insigni in Prussia circa pagum Rokitki, Poznań 1577, drukarnia M. Nering
- Satyra in quendam Dantiscanum (1577), w: J. Łasicki Clades Dantiscanorum, Frankfurt 1578, drukarnia A. Wechelius
- Carmen gratulatorium in ingressum Plocensem... Petro Dunino Volscio, Kraków 1578, drukarnia M. Szarffenberg
- Carminum liber I, Kraków 1588, drukarnia J. Siebeneicher (zawiera 16 ód)
- Pieśń nowa o szczęśliwej potrzebie pod Byczyną, Kraków 1588, drukarnia J. Siebeneicher
- Monodia na pogrzeb św. pamięci Stefana I, Kraków 1588, drukarnia J. Siebeneicher
- Naeniae in funere divi Stephani I, Kraków 1588, drukarnia J. Siebeneicher
- Pamiątka p. Jakubowi Strusowi, staroście chmielnickiemu... nie bez żalu napisana, Kraków 1589, drukarnia J. Siebeneicher
- Epithalamion Serennissimo Sigismundo III, Kraków 1592, drukarnia J. Siebeneicher
- Genethliacon Najasniejszego Władysława, krolewica polskiego i szwedzkiego, Kraków 1592, drukarnia J. Siebeneicher
- Kronika polska Marcina Bielskiego nowo przez Joachima Bielskiego, syna jego, wydana, Kraków 1597, drukarnia J. Siebeneicher[4]